# Jan Balej
Jan Balej (* 30. května 1958 Praha) je český režisér loutkových filmů, výtvarník, producent, ilustrátor a grafik. Absolvoval Střední odbornou výtvarnou školu v Praze (1973–77). V roce 1988 absolvoval Atelier filmové a televizní grafiky UMPRUM. V letech 1986–87 též studoval na École Nationale Supérieure des Arts Décoratifs v Paříži. V roce 1990 spoluzaložil studio Hafan film, zaměřené na tvorbu loutkových filmů. Je členem České a Evropské filmové akademie a člen Umělecké rady FAMU.

## Filmografie
- Tom Paleček, 1994 – televizní seriál
- Jak to chodí u hrochů, 2000 – seriál večerníčků
- Ulity, 2004 – první povídka pozdějšího filmu Jedné noci v jednom městě
- Fimfárum 2, 2006 – povídka Moře, strýčku, proč je slané?
- Jedné noci v jednom městě, 2007 – povídkový loutkový film
- Karlík, zlatá rybka, 2010 – seriál večerníčků
- Malá z rybárny, 2015
- Barevný sen, 2020

## Ocenění
- Český lev 2006 – výtvarný počin za Fimfárum 2
- Český lev 2007 – výtvarný počin za Jedné noci v jednom městě
- Cena Hanse Christiana Andersena 2020 – za film Malá z rybárny
- Český lev 2021 – nejlepší animovaný film roku 2021